# Guro Reiten
Guro Reiten (født 26. juli 1994) er en norsk fodboldspiller, der spiller som angriber for Chelsea i FA Women's Super League og Norges kvindefodboldlandshold.